# Craig Miller
Craig A. Miller, né le 18 octobre 1962 à Young et mort en août 2021, est un ancien joueur australien de tennis professionnel.

## Palmarès

### Titres en double messieurs
| No | Date       | Nom et lieu du tournoi                   | Catégorie | Dotation  | Surface      | Partenaire    | Finalistes                       | Score         |  |
| -- | ---------- | ---------------------------------------- | --------- | --------- | ------------ | ------------- | -------------------------------- | ------------- |  |
| 1  | 31-10-1983 | Tournoi de tennis de Hong Kong Hong Kong |           | 100 000 $ | Dur (ext.)   | Drew Gitlin   | Sammy Giammalva Jr Steve Meister | 6-2, 6-2      |  |
| 2  | 19-12-1983 | South Australian Open Adélaïde           |           | 75 000 $  | Gazon (ext.) | Eric Sherbeck | Broderick Dyke Rod Frawley       | 6-3, 4-6, 6-4 |  |

### Finale en double messieurs
| No | Date       | Nom et lieu du tournoi                 | Catégorie | Dotation  | Surface      | Vainqueurs                     | Partenaire    | Score    |          |
| -- | ---------- | -------------------------------------- | --------- | --------- | ------------ | ------------------------------ | ------------- | -------- | -------- |
| 1  | 13-12-1982 | Robinson’s New South Wales Open Sydney |           | 125 000 $ | Gazon (ext.) | John Alexander John Fitzgerald | Cliff Letcher | 6-4, 7-6 | Parcours |

## Autres performances
- Victoire au tournoi junior en simple de l'Open d'Australie 1980
- Demi-finale en simple au Tournoi de Melbourne en 1982
- Demi-finale en double à l'Open d'Australie 1985 avec Laurie Warder